# Adrian Smith + Gordon Gill Architecture

Adrian Smith + Gordon Gill Architecture (AS + GG) é um escritório de arquitetura e de design com base em Chicago. Tem enfoque na concepção e desenvolvimento de eficiência energética e arquitetura sustentável. Foi responsável pela elaboração de alguns projetos de arranha-céus de grande altura, como o Jeddah Tower, que vai ultrapassar o Burj Khalifa como o edifício mais alto do mundo.

## História
A AS+GG foi fundada em Chicago em 2006, por Adrian Smith, Gordon Gill e Robert Forest depois que deixaram o escritório de Chicago da Skidmore, Owings and Merrill (SOM). Com experiência em grandes projetos de uso misto, a AS+GG tem foco em projeto de arquitetura de alto desempenho, eficiência energética e sustentável em escala internacional. "Estamos agora tentando projetar um edifício como um veículo, ou uma embarcação, que usa menos energia e também extrai a energia livre disponível", explicou Smith em entrevista à historiadora de arquitetura Judith Dupré, "e isso está criando uma nova estética para nós."
A saída de Adrian Smith do SOM foi amplamente divulgada.  No momento de sua partida, Smith tinha vários projetos ainda em construção que foram projetados enquanto na SOM, incluindo: Burj Khalifa, Dubai; Broadgate Tower, Londres, Inglaterra e Trump International Hotel and Tower, Chicago. Além destes, desenvolvia com Gordon Gill e Robert Forest: Centro Financeiro da Groenlândia de Nanjing, Nanjing, China. Gordon, enquanto na SOM, projetou o premiado Virginia Beach Convention Center, em Virginia Beach, Virginia. Ele também projetou a Torre do Rio das Pérolas, Guangzhou, China com Robert também trabalhando no projeto.
Embora o início de sua empresa pareça ter tido alguns momentos difíceis (Smith teve que pagar US$250.000 em salários do próprio bolso para cobrir uma fase difícil), eles foram contratados para pelo menos um edifício inovador. Adrian Smith + Gordon Gill Architecture foi escolhido em concorrência com SOM, Norman Foster, Atkins e Helmut Jahn para projetar e construir a sede da cidade de Masdar, uma cidade de energia zero, carbono zero e lixo zero nos Emirados Árabes Unidos.
Adrian Smith + Gordon Gill Architecture (AS+GG) cresceu substancialmente desde sua criação em novembro de 2006 com apenas 7 funcionários. Ao final de um ano, a empresa empregava 35 funcionários. Em abril de 2008 havia mais de 70 funcionários na AS+GG. e em dezembro de 2008 o total de funcionários era de 185. A empresa atingiu o pico de cerca de 200 funcionários em 2009, quando teve que demitir quarenta funcionários em 28 de fevereiro e mais 40 em 6 de março daquele ano.
A empresa concorre com Atkins, Foster + Partners, Kohn Pedersen Fox e Skidmore, Owings and Merrill.